# Caccia alla volpe

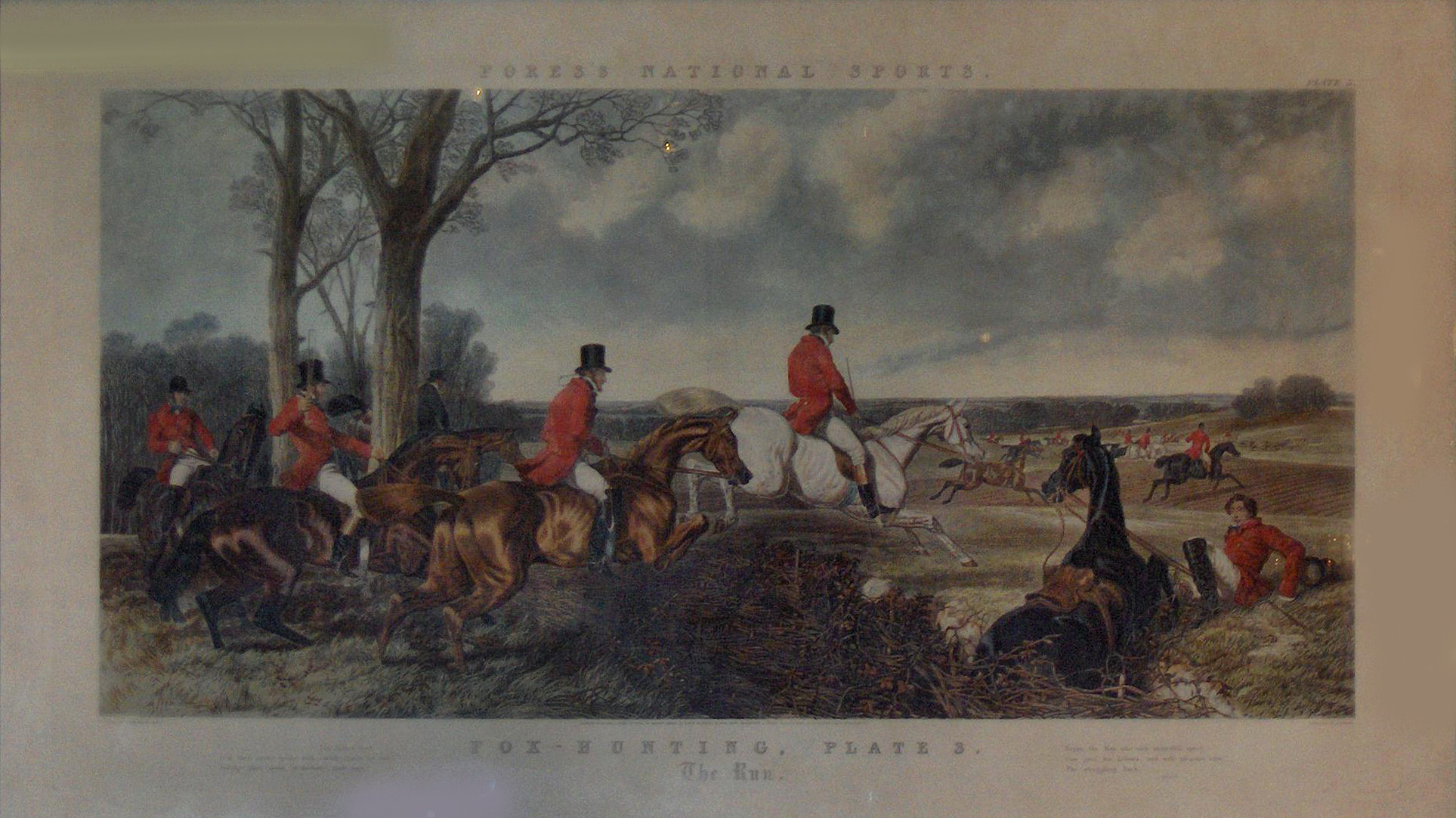
La corsa della caccia alla volpe, in una stampa inglese ottocentesca

La caccia alla volpe è un'attività equestre che si pratica in campagna su grandi spazi aperti. Essa è una tipologia di caccia da inseguimento.

## Storia

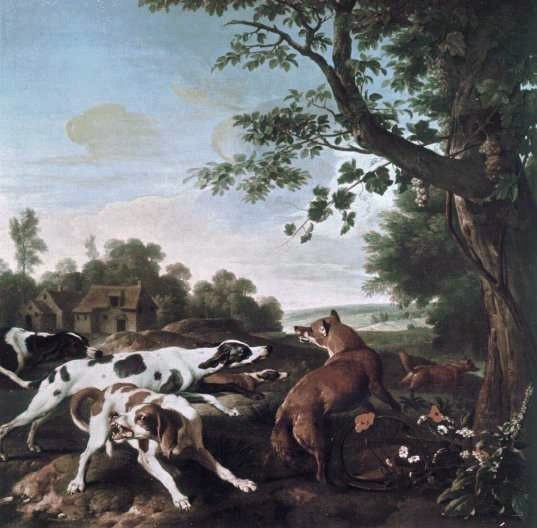
La caccia alla volpe di Alexandre-François Desportes

Le origini di questo tipo di caccia hanno le proprie radici storiche in Inghilterra, quando per controllare l'aumento demografico delle volpi che predavano gli animali da cortile, i contadini le cacciavano con l'aiuto dei propri cani. Il primo evento del genere di cui si ha traccia avvenne nella contea di Norfolk nel 1534. In altre nazioni esistevano analoghe forme di controllo demografico degli animali ritenuti pericolosi per l'economia rurale e la sussistenza dei centri abitati, si pensi alla caccia al lupo in Francia o alla caccia al cinghiale in Sardegna e Toscana. Alla fine del XVII secolo gli allevatori avevano ormai selezionato delle razze canine particolarmente adatte alla caccia. La prima di cui si ha notizia è la razza Bilsdale, selezionata nello Yorkshire.

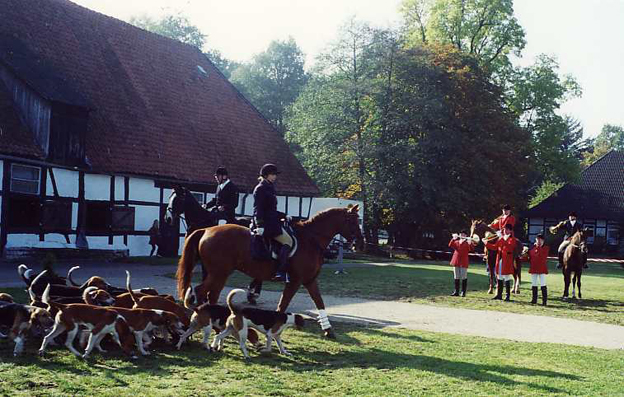
Inizio di una battuta di caccia alla volpe

La caccia alla volpe come la conosciamo oggi è in realtà un evento sociale ormai totalmente indipendente dalle reali necessità che aveva un tempo, infatti in alcuni paesi, tra cui la stessa Gran Bretagna, è stata vietata ogni forma di violenza contro le volpi che rischiavano di estinguersi proprio a causa di questa caccia. L'evento dura una giornata intera e coinvolge molte persone sia a cavallo sia appiedate, ognuna contraddistinta da un abito particolare a seconda del ruolo svolto, nonché una muta di cani che seguono le tracce della volpe o di un tampone impregnato dell'urina di volpe e trascinato da un uomo appiedato lungo un certo itinerario. Nel 2005 in Inghilterra, Galles e Scozia la caccia alla volpe tradizionale con muta di cani e cavalli, come si è soliti immaginare è stata definitivamente abolita e rari casi che coinvolgono volpi vere sono denunciati e finiscono in tribunale. In Italia la volpe è un selvatico cacciabile, il cui controllo demografico è regolamentato dall'ISPRA.

## Animale

### Prede

#### Volpe rossa

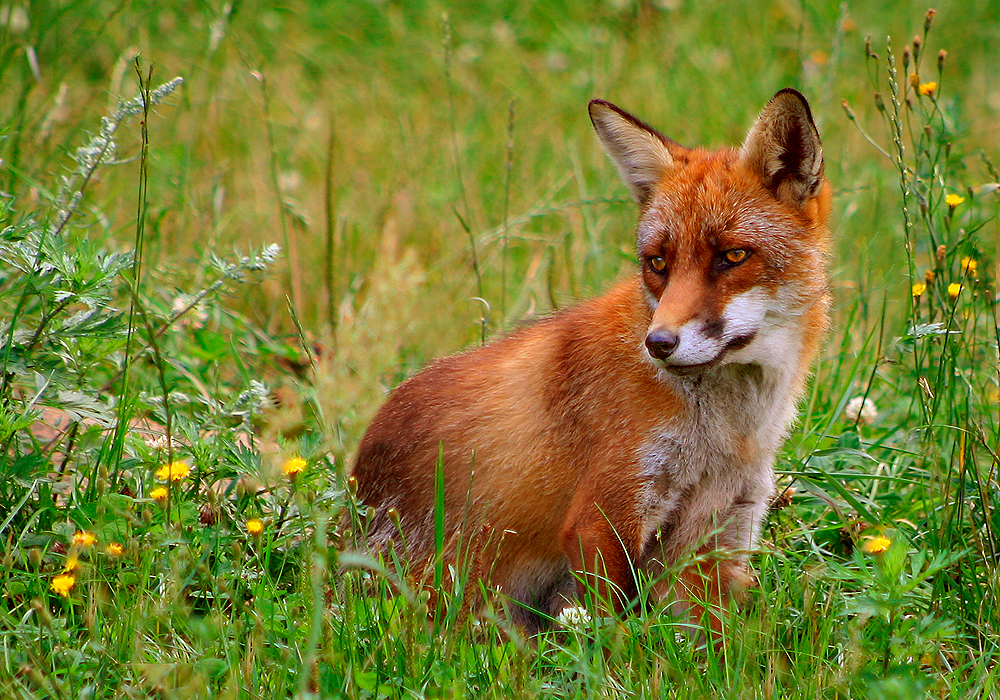
La volpe rossa è la principale preda delle cacce alla volpe inglesi e americane.

La volpe rossa (Vulpes vulpes) è la preda abituale delle cacce alla volpe inglesi e americane. Essendo un piccolo predatore onnivoro, la volpe conduce una vita sotterranea in tane che si scava nella terra, ed è un animale prevalentemente attivo al tramonto.  Gli adulti non si allontanano mai più di 20 chilometri dal nido. La volpe rossa può correre ad una velocità di 48 chilometri all'ora. In Inghilterra la volpe è chiamata anche Tod (antico vocabolo per volpe), o Reynard (nome di un personaggio atropomorfico della letteratura europea del XII secolo), oppure Charlie (dal nome del politico Whig inglese, Charles James Fox). La volpe rossa americana tende ad essere più grande di quella europea, ma secondo i cacciatori è meno vigorosa e resistente alla corsa.

#### Coyote, volpe grigia e altre prede

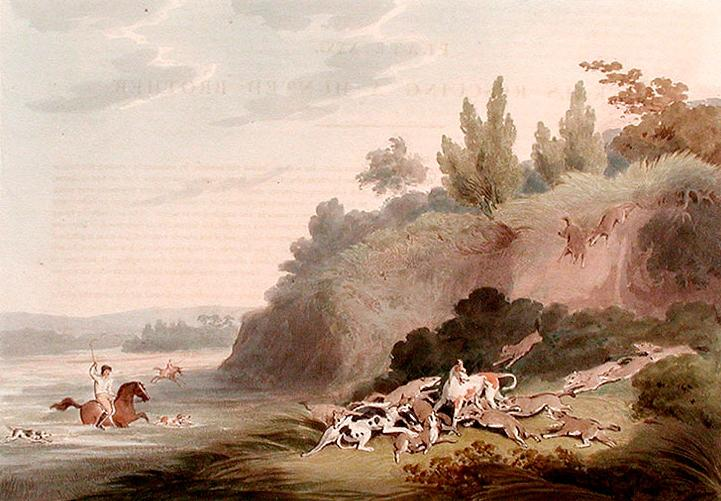
Caccia agli sciacalli di Samuel Howitt, l'illustrazione mostra un gruppo di sciacalli dorati che corrono in aiuto di uno sciacallo cacciato da due bracchi

Sebbene catalogate sempre nella disciplina "caccia alla volpe", anche altre specie possono essere presenti, soprattutto a seconda della regione e del numero di esemplari disponibili. Il coyote (Canis latrans) è una preda comune in molte cacce del Nordamerica, in particolare ad ovest dove vi sono grandi spazi aperti. Il coyote del resto è un predatore indigeno dell'area del fiume Mississippi. Il coyote è più veloce della volpe, correndo ad una velocità di 65 chilometri all'ora, giungendo anche a spingersi molto lontano dalla sua area originaria, Il coyote può essere un valido concorrente dei cani stessi nel combattimento corpo a corpo in quanto esso ha la forma di un grosso cane, inoltre i suoi canini appuntiti lo rendano molto pericoloso contro i bracchi.
La volpe grigia (Urocyon cinereoargenteus), lontano parente della volpe rossa europea, è cacciata nel nord America. Essa è in grado di arrampicarsi sugli alberi, rendendo così la caccia coi cani molto più difficoltosa. Inoltre l'odore della volpe grigia non è così forte come quello della volpe rossa, il che svantaggia i cani nella sua ricerca. La volpe grigia preferisce un habitat prevalentemente boschivo e come tale anche la sua caccia a cavallo è piuttosto complessa. Generalmente una caccia alla volpe grigia coi cani dura due ore.
Negli Stati Uniti meridionali si caccia anche la lince (Lynx rufus).  In paesi come l'India o l'Iraq che hanno subito nei secoli una forte influenza culturale inglese, viene cacciato solitamente lo sciacallo dorato (Canis aureus). Durante il British Raj questa usanza venne fortemente esportata dai coloni inglesi. Gli sciacalli non venivano cacciati spesso in questo modo, dal momento che erano più lenti delle volpi e raramente potevano distanziare i levrieri dopo 200 yarde.

### Animali da caccia

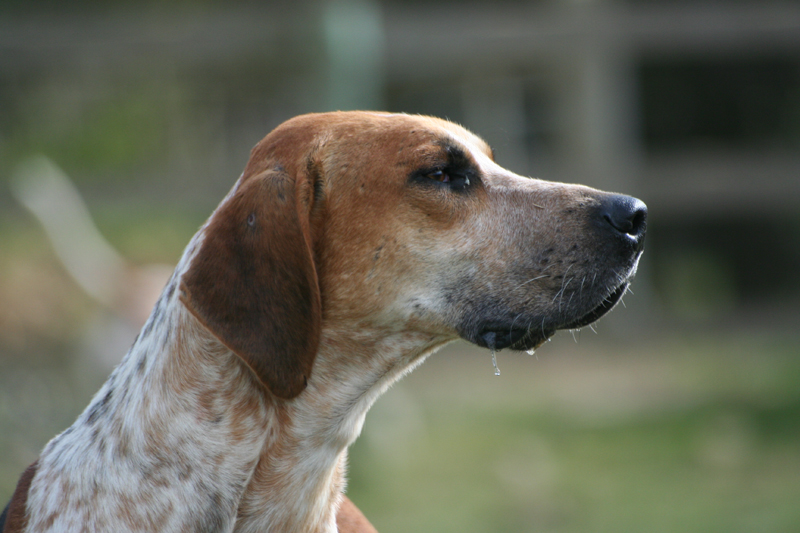
Un English foxhound

#### Bracchi e altri cani
La caccia alla volpe viene condotta solitamente con un branco di cani e in molti casi essi sono prevalentemente degli English Foxhound, utilizzati anche per la caccia al visone. Questi cani sono particolarmente allenati a inseguire la volpe basandosi sul loro sviluppatissimo fiuto. In america gli si preferisce il nazionale American Foxhound. Altri cani utilizzati sono il Greyhound o il Lurcher per la caccia alla volpe, anche se è stato dimostrato che questi animali hanno un fiuto inferiore ed una resa minore nella caccia. Nello stato americano della Virginia vengono utilizzati anche branchi di Beagle. Sono spesso utilizzati anche alcuni Terrier, per esempio i Fox Terrier o i Jack Russell Terrier, che nel caso in cui la volpe riuscisse a rifugiarsi dentro la sua tana, sarebbero gli unici a poterla farla uscire e a cacciare dentro quest'ultima.

#### Cavalli
I cavalli, chiamati "field hunter" o hunter, sono cavalcati da quanti seguono la caccia e sono l'animale tipico di molte cacce, anche se essi possono essere condotti anche a piedi durante l'atto proprio della caccia. I Thoroughbred sono i più utilizzati durante le cacce, in particolare durante le cacce di coyote che sono molto più veloci delle volpi.
A seconda del terreno e dei diversi tipi di abilità, la caccia solitamente non prevede percorsi ad ostacoli. La caccia può essere divisa in due gruppi proprio a partire dai cavalli: il primo detto First Field solitamente segue la preda direttamente mentre un altro gruppo, detto Second Field (detto anche Hilltoppers o Gaters), prende strade più lunghe ma solitamente senza ostacoli e in campo aperto.

#### Uccelli da preda
Nel Regno Unito un gran numero di cacce soprattutto nell'antichità hanno impiegato parallelamente alla caccia alla volpe anche l'utilizzo dei falchi.

## Procedura

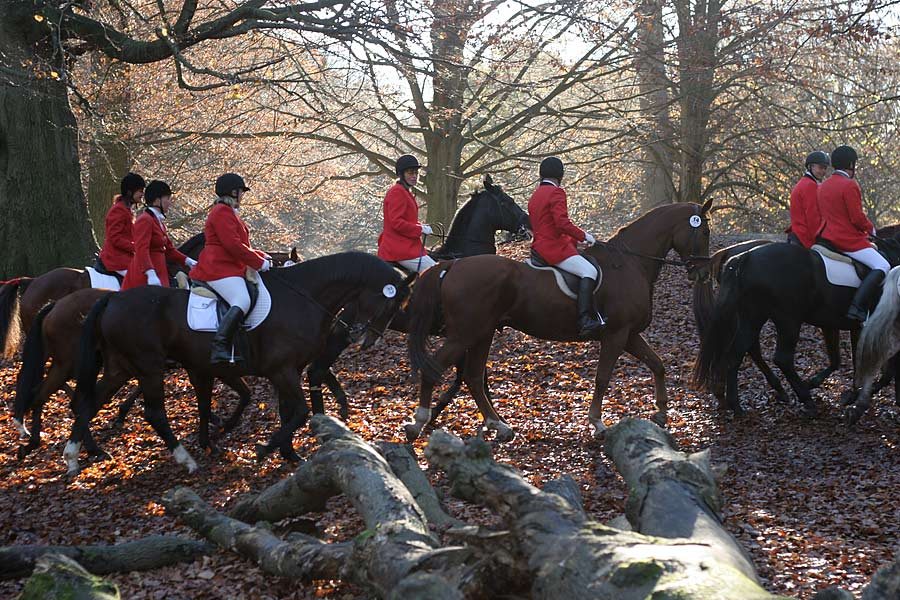
Inizio di una caccia alla volpe in Danimarca, 2004

La caccia alla volpe comprende tradizionalmente molti elementi di ritualità locale. La caccia vera e propria ha inizio quando i cani vengono lasciati liberi in un'area ove normalmente si muovono le volpi, di modo che possano carpirne l'odore. Se il branco di cani riesce a fiutare la traccia della volpe questi cominciano a correre seguiti a ruota dai cacciatori. La caccia continua sin quando la volpe non riesce a sfuggire ai cani rintanandosi (going to ground) o quando viene sopraffatta e uccisa dai cani (kill).
I rituali sociali sono importanti nella caccia, anche se sono perlopiù caduti in disuso al giorno d'oggi. Uno dei più importanti era il battesimo di sangue (blooding): questa cerimonia coinvolgeva il maestro di caccia o un cacciatore predisposto a questa cerimonia che ungeva col sangue della volpe uccisa le guance di un nuovo iniziato alla caccia, solitamente un bambino. Altra pratica comune era quella di tagliare la coda (brush) i piedi (pads) o la testa (mask) per poi imbalsamarli ed esporli come trofei. Tutte antiche pratiche poi abbandonate durante il corso del XIX secolo.

### Caccia autunnale
Nell'autunno di ogni anno, o più precisamente nel periodo agosto-ottobre nel Regno Unito, la caccia assume il nome di cub hunting o autumn hunting. Questa è la stagione più adatta a questa attività in quanto le volpi nate a primavera hanno raggiunto una grandezza ottimale, anche se solitamente sino ai 10 mesi continuano a vivere in famiglia. Questo è utile anche come allenamento per i cani che vengono portati a indirizzare il loro fiuto unicamente sulle volpi. L'attitudine di tutti i cani dev'essere testata in quanto essi devono essere in grado di lavorare in gruppo.
Le stesse volpi in questa stagione sviluppano tecniche per eludere il fiuto dei cani, spesso imparando ad arrampicarsi sugli alberi o camminando lungo le staccionate.
La stagione di caccia ideale è quindi quella autunnale nell'emisfero nord oppure maggio nell'emisfero sud della terra, e i luoghi sono comunque quelli distanti dai centri abitati.

## Ruoli
Come rituale sociale ogni partecipante alla caccia alla volpe ha un suo specifico ruolo:
- Maestro di Caccia o (Joint) Master of Fox Hounds (MFH) è colui che predispone la responsabilità finanziaria della battuta di caccia e l'andamento dell'attività[40].
- Segretari onorari sono volontari, solitamente uno in America o due nel Regno Unito, che si preoccupano di raccogliere le quote di iscrizione tra i partecipanti alla battuta di caccia[40].
- Kennelman o Huntsman è colui che si assicura che i cani ritornino al gruppo ed è responsabile della direzione del gruppo. Solitamente utilizza un corno per richiamare i cani o il gruppo[41].
- Whippers-in (o "Whips") sono assistenti dell'Huntsman. Il loro principale compito è quello di impedire che i cani lottino tra loro o con altri animali che non sono coinvolti nella caccia alla volpe. Per aiutarsi in questo scopo essi dispongono di una frusta. In America la frusta è sostituita da una pistola scacciacani di calibro 22mm[40].
- Terrier man è colui che ha il compito di uccidere la volpe stessa ed ha il compito anche di scavare nella tana della stessa quando questa si interra[42].